# La Cán
La Cán (sinh tháng 7 năm 1935, quê ở Tề Nam tỉnh Sơn Đông), từng là Ủy viên Ban Thường vụ Bộ Chính trị Đảng Cộng sản Trung Quốc, Bí thư Ủy ban Chính trị Pháp luật Trung ương Đảng Cộng sản Trung Quốc.

## Tiểu sử
La Cán tốt nghiệp kỹ sư ở Trường Viện nghiên cứu sắt và thép Bắc Kinh. La Cán Gia nhập Đảng cộng sản Trung Quốc tháng 6 năm 1960, tham gia công tác tháng 5 năm 1962.
Sau đó, ông đến Đông Đức và dành 8 năm làm sinh viên và tốt nghiệp chuyên ngành nung đúc cơ khí Học viện luyện kim Bergakademie Freiburg cũng như làm việc trong các nhà máy thép. Trở về Trung Quốc, La Cán tiếp tục làm việc trong ngành công nghiệp thép.Sau đó trở thành giám đốc của Ủy ban Khoa học và Công nghệ tỉnh Hà Nam vào năm 1980 và phó giám đốc Ủy ban Xuất nhập khẩu tỉnh Hà Nam. Năm 1981 ông làm Phó Tỉnh trưởng Hà Nam. Đến năm 1983 làm Phó Chủ tịch Tổng liên đoàn Lao động Trung Quốc.
La Cán phát triển mối quan hệ thân thích với Thủ tướng Lý Bằng và trở thành học trò của ông ta. Sau đó, La Cán trở thành Bộ trưởng Bộ lao động vào năm 1988.
La Cán được bổ nhiệm làm Ủy viên Hội đồng nhà nước năm 1993 (phục vụ cho đến năm 2003), và trở thành một thành viên của Bộ chính trị vào năm 1998, Tổng thư ký Quốc vụ viện, Ủy viên quốc vụ. Ở chức vụ Bộ trưởng An ninh, giữ chức vụ trưởng Phòng 610, ông ta thực hiện những "cú đánh mạnh" chống lại các cuộc biểu tình, điều mà khiến ông ta bị buộc tội cho những vụ hành quyết gia tăng, và là người chỉ đạo trực tiếp đàn áp các cuộc biểu tình như cuộc biểu tình Bộc bố câu đại bá vào năm 2004. Ông ta là người có công chính đối với Giang Trạch Dân trong cuộc đàn áp Pháp Luân Công
Vào 10 giờ sáng thứ Tư ngày 15 tháng 10 năm 2003, một hồ sơ kiện đã được đệ trình lên Toà án Quốc gia (Audiencia Nacional) tại Tây Ban Nha để tố cáo Giang Trạch Dân và trưởng "Phòng 610" La Cán về tội diệt chủng và các tội tra tấn khác.
Là thành viên lâu lớn tuổi nhất của Ủy ban Thường vụ Bộ Chính trị, ông nghỉ hưu sau Đại hội Đảng lần thứ 17 vào mùa thu năm 2007.